# Sofular, Aksu
Sofular là một xã thuộc huyện Aksu, tỉnh Isparta, Thổ Nhĩ Kỳ. Dân số thời điểm năm 2011 là 281 người.